# گره پنجه گربه‌ای
گره پنجه گربه‌ای نوعی گره از نوع گره‌های قلابی است. خاستگاه این گره به دوران باستان باز می‌گردد. این گره برای وصل کردن طناب به یک حلقه یا قلاب بسیار سودمند است. این گره بسیار شبیه گره گاوی است با این تفاوت که در گره پنجه گربه‌ای پیچش‌های اضافه نسبت به  گره گاوی وجود دارد. 